# Escola Superior de Ginástica e Desporto
A Escola Superior de Ginástica e Desporto (GIH; em sueco:  Gymnastik- och idrottshögskolan; em inglês:  Swedish School of Sport and Health Sciences) é uma instituição pública de ensino superior na cidade de Estocolmo, na Suécia.

Tem o seu campus na rua Valhallavägen em Estocolmo, precisamente a norte do Estádio Olímpico de Estocolmo. 

Foi fundada em 1813, por Pehr Henrik Ling, precursor da Educação Física.                                     

Tem 768 estudantes (2024), dos quais 29 doutorandos, e conta com 144 professores e funcionários.                                         

Dispõe de uma biblioteca, com obras relacionadas com os programas de estudo  da escola, com foco na educação física. No seu espólio existe ainda valiosa literatura histórica, com obras do século XVI até aos nossos dias.

Oferece cursos de formação de professores de educação física, treinadores desportivos e educadores de saúde.

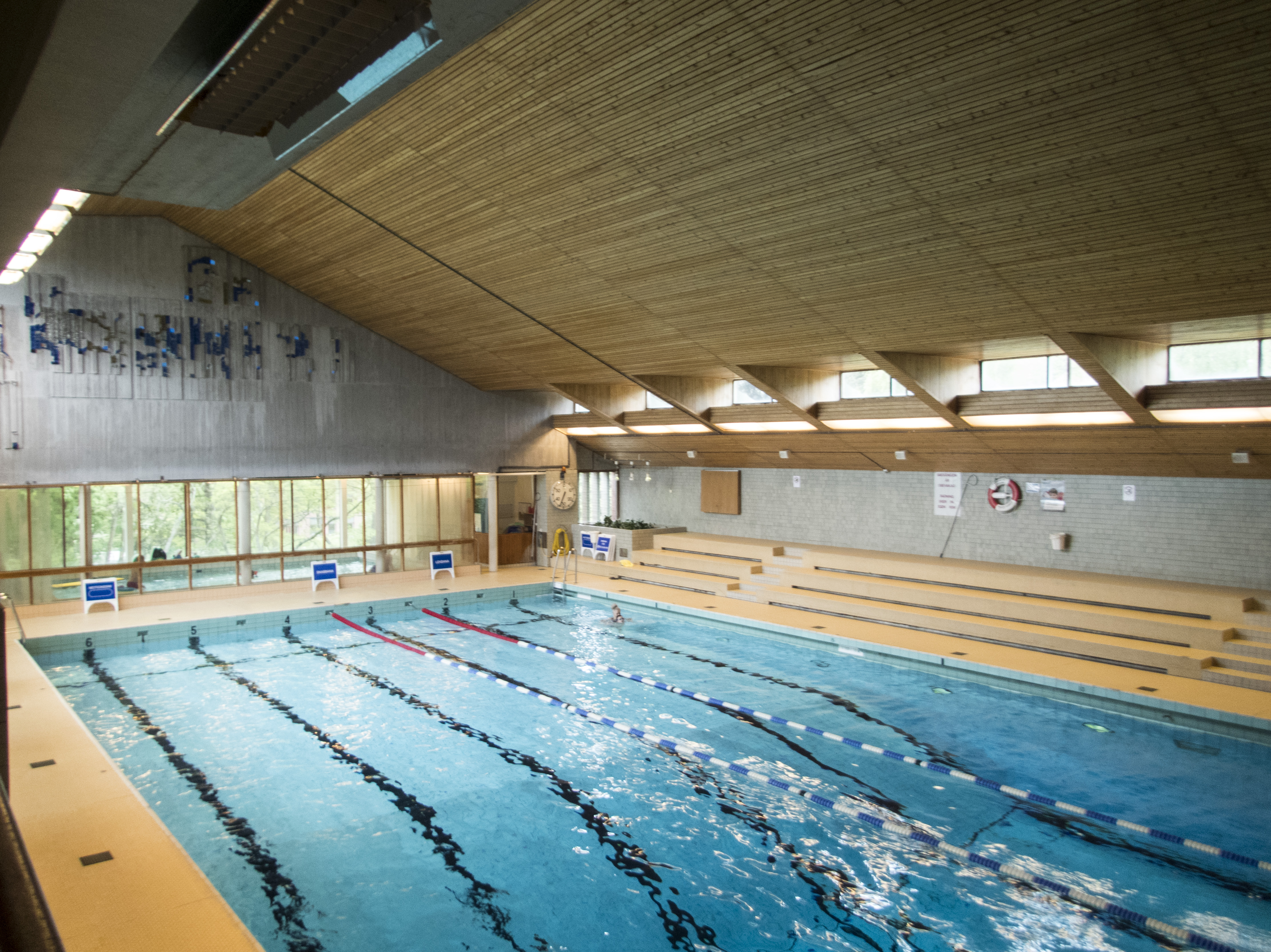
Piscina
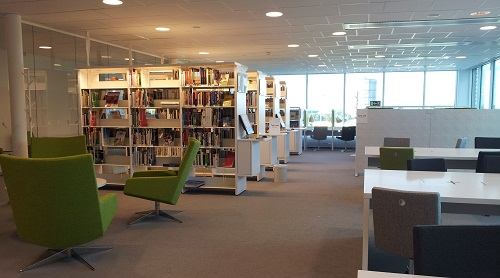
Biblioteca
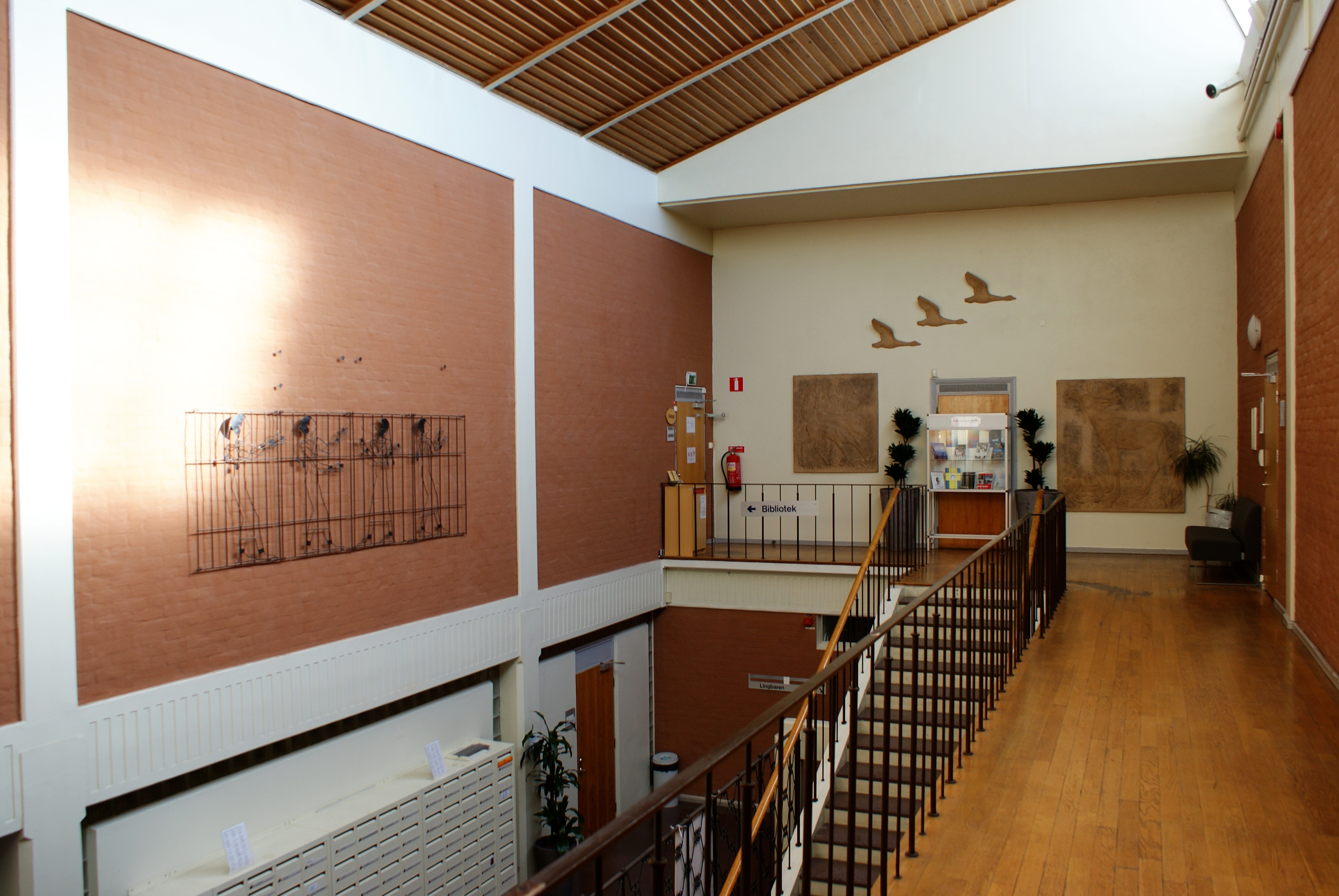
Interior
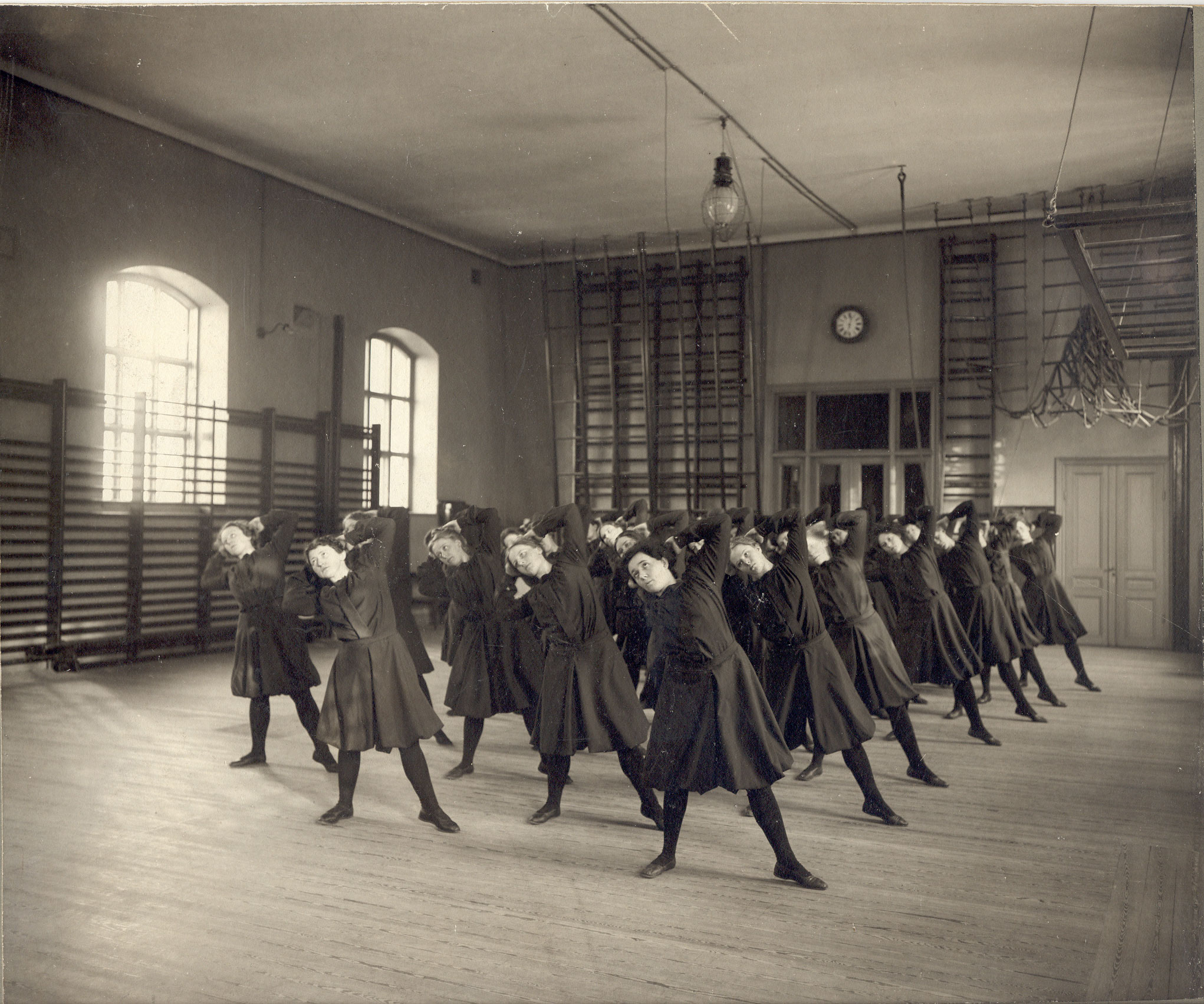
Exercícios de ginástica Ling em 1903/1904